# Hekou (socken i Kina, Sichuan, lat 29,91, long 104,41)
Hekou (kinesiska: 河口乡, 河口) är en socken i Kina. Den ligger i provinsen Sichuan, i den sydvästra delen av landet, omkring 89 kilometer söder om provinshuvudstaden Chengdu.
Genomsnittlig årsnederbörd är 1 348 millimeter. Den regnigaste månaden är juli, med i genomsnitt 306 mm nederbörd, och den torraste är december, med 13 mm nederbörd.